# Bokove-Platove
Bokove-Platove (în ucraineană Бокове-Платове) este o așezare de tip urban din orașul regional Antrațît, regiunea Luhansk, Ucraina. În afara localității principale, nu cuprinde și alte sate.

## Demografie
Componența lingvistică a așezării de tip urban Bokove-Platove
     Rusă (86%)
     Ucraineană (13,87%)
     Alte limbi (0,12%)
Conform recensământului din 2001, majoritatea populației așezării de tip urban Bokove-Platove era vorbitoare de rusă (86%), existând în minoritate și vorbitori de ucraineană (13,87%).